# St. Marys (Geórgia)
St. Marys é uma cidade localizada no estado americano de Geórgia, no Condado de Camden.

## Demografia
Segundo o censo americano de 2000, a sua população era de 13.761 habitantes.

## Geografia
De acordo com o United States Census Bureau tem uma área de
52,6 km², dos quais 48,6 km² cobertos por terra e 4,0 km² cobertos por água.

## Localidades na vizinhança
O diagrama seguinte representa as localidades num raio de 36 km ao redor de St. Marys.